# 漳州电视台
漳州电视台是中华人民共和国福建省漳州市的一家市级电视台。筹建于1985年下半年，1986年12月6日，经广播电影电视部批准成立，1988年11月1日正式开播。

## 旗下频道

### 现有频道
| 頻道名稱            | 语言          | 广播格式                     | 啟播時間      | 频道前身                                                                                | 備註                         | 備註 |
| 漳州-1 新闻综合频道 | 普通话        | SD: 576i 16:9 HD: 1080i 16:9 | 1988年11月1日 | 漳州电视台（主频）                                                                      | 主频道，无线传输             |      |
| 漳州-2 文化生活频道 | 普通话 闽南语 | SD: 576i 16:9 HD: 1080i 16:9 |               | 漳州有线电视台（主频） 漳州有线电视台综合频道 漳州电视台文化影视频道 漳州电视台公共频道 | 原为政策性電視頻道，有线传输 |      |

### 停播频道
| 頻道名稱            | 语言   | 广播格式     | 啟播時間 | 頻道口號 | 频道前身                   | 備註                       | 備註 |
| 漳州-3 经济生活频道 | 普通话 | SD: 576i 4:3 |          |          | 漳州有线电视台经济信息频道 | 有线传输，2002年7月1日停播 |      |